# Джаякамараджа Вадіяр
Джаякамараджа Вадіяр(18 липня 1919 –23 вересня 1974) — останній магараджа Майсуру, видатний філософ, музикознавець, мислитель і філантроп, засновник Всесвітньої ради індусів. Окрім того він обіймав посади губернатора штатів Майсур (1956—1964) і Мадрас (1964—1966).